# 川口高風
 川口 高風 （かわぐち こうふう、1948年3月 - ）は、日本の曹洞宗の僧侶、法持寺住職。愛知学院大学教授。専門は日本禅宗史。博士（仏教学）。

## 略歴
- 1948年3月、愛知県名古屋市の法持寺に生まれる
- 1970年、駒澤大学仏教学部卒業
- 1975年、同大学大学院博士後期課程満期退学

## 著作リスト
- 『法服格正の研究』（第一書房、1976年）
- 『白鳥鼎三和尚研究 - 明治期曹洞宗の碩徳』（第一書房、1982年）
- 『明治前期曹洞宗の研究』（法蔵館、2002年）
- 『志は老いず』（大法輪閣、2007年）

### 博士論文
- 『諦忍律師研究』（法蔵館、1995年）

### 解説
- 『旃崖奕堂禅師語録』（蘿月照巌編、名著普及会、1987年）

### 共著
- 『龍霊瑞和尚研究』（川口義照との共著、安栄寺、1982年）

### 編著書
- 『瑞泉寺本伝光録』（瑩山紹瑾著、龍蟠山瑞泉寺、1978年）
- 『尾張高野八事文庫書籍目録』1-2（第一書房、1978年）
- 『愛知県曹洞宗寺院集覧 - 寺統譜・寺院名・山号索引』（愛知県郷土資料刊行会、1985年）
- 『風外本高和尚 - 研究と語録』（名著普及会、1985年）
- 『愛知県曹洞宗歴住集覧』（プレコム、1995年）
- 『これからの曹洞宗葬儀・仏事香語事例別実践講座』1-3（石井清純、春木龍仙との共編、四季社、1997年）
- 『曹洞宗浄財勧募事業講座』（佐藤正道監修、四季社、1999年）

### 監修書
- 『曹洞宗香語』2（清水琢道との共監修、四季社、2000年）
- 『曹洞宗禅語録全書』1-14（田中良昭、永井政之、廣瀬良弘との共監修、石井清純、平子泰弘編著、四季社、2005年）
- 『新編曹洞宗実践叢書』1（尾崎正善編著、エディターシップ、2010年）

### 論文
- CiNii>川口高風
- INBUDS>川口高風